# 귄츠부르크

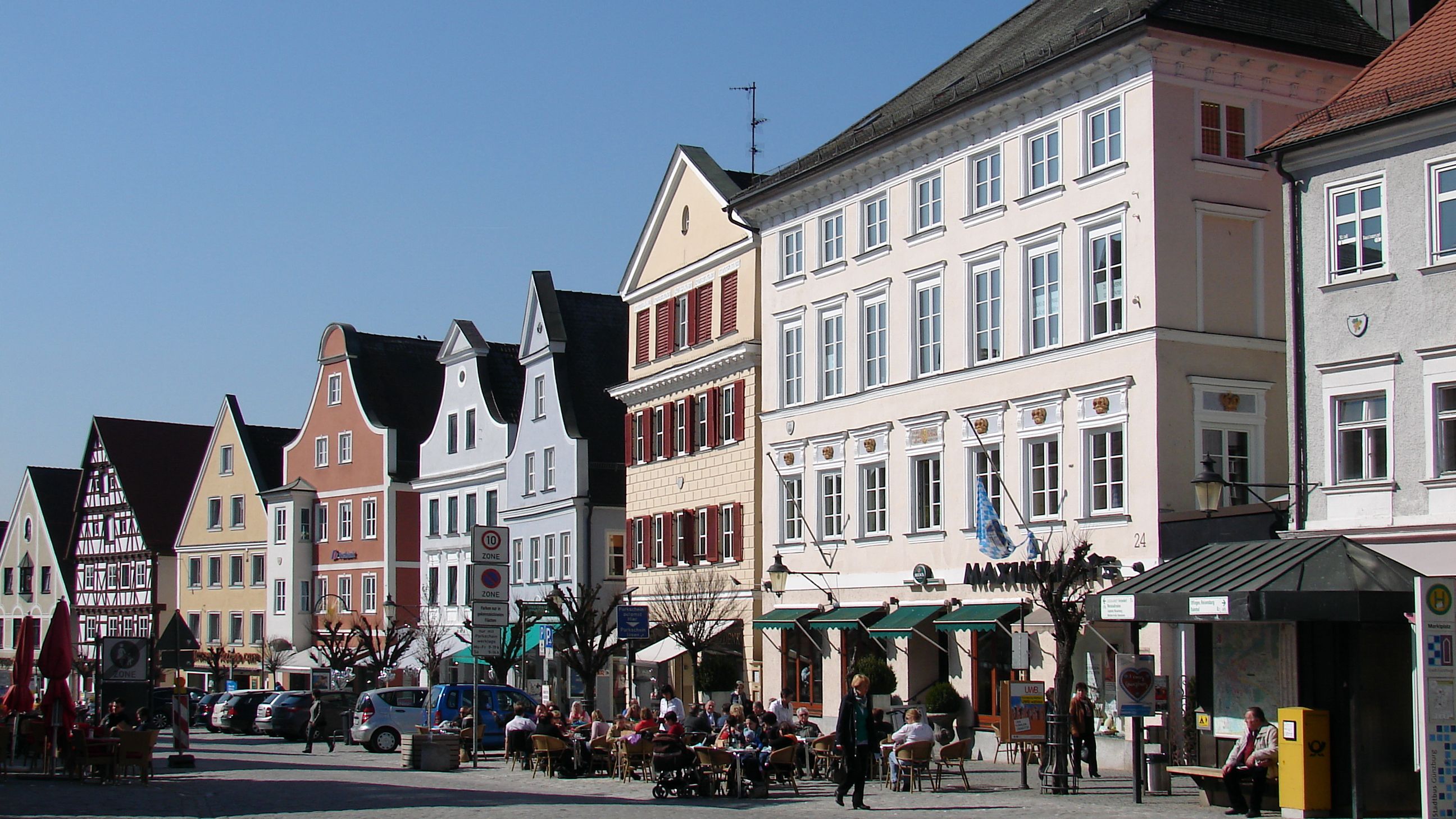
귄츠부르크의 전경

귄츠부르크(독일어: Günzburg)는 독일 바이에른주에 있는 도시이다. 인구는 20,289명이다.